# Hypoperigea discophora
Hypoperigea discophora là một loài bướm đêm trong họ Noctuidae.